# Callimaco (epistratego)

Stele in onore del generale Callimaco, raffigurante Cleopatra e Cesarione, 39 a.C., proveniente da Tebe, Karnak. Museo Egizio, Torino.

Dettaglio della parte superiore della stele in onore del generale Callimaco. Museo Egizio, Torino.

Callimaco (in greco antico: Καλλίμαχος?, Kallímachos; ... – 39 a.C.) è stato un funzionario egizio del periodo tolemaico, epistratego di Tebaide sotto Tolomeo XII Aulete e Cleopatra VII Tea Filopatore.

## Biografia

### Origini familiari
Della sua famiglia di origine si conoscono il nonno, un omonimo Callimaco, epistratego, e suo fratello, Apollodoro, stratego del nomo di Diospoli Parva.

### Carriera politica
Dal 74/73 a.C. è attestato come stratego del quinto nomo dell'Alto Egitto, con capitale Copto; dal 62 a.C. è conosciuto anche come epistratego e tebarca di Tebaide (ἐπιστράτηγος καί θηβάρχης τῆς Θηβαίδος, epistrátegos kaí thebárches tês Thebaídos), con il titolo aggiuntivo di "soprintendente del Mar Rosso e dell'Oceano Indiano" (ἐπί τῆς Ἐρυθρᾶς καί Ἰνδικῆς θαλάσσης, epí tês Erythrâs kaí Indikês thalásses).
Venne onorato dai sacerdoti di Copto per la sua benevolenza in occasione di una carestia con il titolo di "Sotere" (Σωτήρ, Sotér, "Salvatore"), come attestato da un'iscrizione risalente al 39 a.C. o prima; non è chiaro, tuttavia, se lo stratego avesse pagato gli aiuti di tasca propria o avesse fatto in modo di trattenere le tasse dovute allo stato centrale. Morì probabilmente nel 39 a.C. e fu succeduto dal figlio Cronio come epistratego.

### Discendenza
Ebbe tre figli: Cronio, epistratego di Tebaide dopo il padre, Callimaco, stratego, e Isione.